# Marina Karpunina
Marina Germanovna Karpunina (ryska: Марина Германовна Карпунина), född den 21 mars 1984 i Moskva i Sovjetunionen (nu Ryssland), är en rysk basketspelare som var med och tog OS-brons 2008 i Peking. Detta var andra gången i rad Ryssland tog bronsmedaljen i damklassen vid de olympiska baskettävlingarna.